# Otás
Otás (oficialmente en asturiano: Outás) es un lugar español de la parroquia de Cibuyo, perteneciente al concejo de Cangas del Narcea, en Asturias.

## Historia
Hacia mediados del siglo XIX, el lugar era referido ya como perteneciente a la parroquia de Cibuyo del municipio de Cangas de Tineo.
En 2024, la entidad singular de población de Otás, encuadrada dentro de la entidad colectiva de Cibuyo, tenía empadronados 12 habitantes, todos ellos en el núcleo de población del mismo nombre.